# Troncal Central
La Ruta Nacional 45A, también llamada Troncal Central, es un importante corredor de la Red Nacional de Carreteras de Colombia, cubriendo el tramo entre Bogotá y el municipio de San Alberto  en el departamento del Cesar, donde se une con los tramos 4513 y 4514 de la Ruta Nacional 45. Inicia en la calle 236 con Autopista Norte en la capital del país. Es una de las rutas más importantes de Colombia debido a que conecta el centro del país (Bucaramanga, Bogotá, Tunja) con el Caribe colombiano a través de la Cordillera Oriental.

## Ruta Actual
- 45A04, tramo Bogotá-Ubaté.
- 45A05, tramo Ubaté-Puente Nacional .
- 45A06, tramo Puente Nacional-San Gil.
- 45A07, tramo San Gil-Bucaramanga.
- 45A08, tramo Bucaramanga-San Alberto.
- 45ABYB, tramo Variante de Chiquinquirá, Chiquinquirá.
- 45ACNA, tramo Variante Cajicá, Cajicá.
- 45ACNB, tramo Variante Portachuelo.
- 45ACNC, tramo Variante de Ubaté, Ubaté.
- 45ACND, tramo Variante Portachuelo-Casablanca.
- 45AST08, tramo Floridablanca -Palenque.